# ده برادر
ده برادر، روستایی از توابع بخش کوهنانی شهرستان کوهدشت در استان لرستان ایران است.مردمان این روستا به زبان لکی سخن میگویند

## جمعیت
این روستا در دهستان زیرتنگ قرار دارد و براساس سرشماری مرکز آمار ایران در سال ۱۳۸۵، جمعیت آن ۲۴۹ نفر (۵۴خانوار) بوده‌است.